# Nationalliga A (Eishockey) 1972/73
Die Saison 1972/73 war die 35. reguläre Austragung der Nationalliga A, der höchsten Schweizer Spielklasse im Eishockey. Zum insgesamt sechsten Mal in seiner Vereinsgeschichte wurde der HC La Chaux-de-Fonds Schweizer Meister, während der HC Lugano in die NLB abstieg. 

## Modus
In einer gemeinsamen Hauptrunde spielte jede der acht Mannschaften in vier Spielen gegen jeden Gruppengegner, wodurch die Gesamtanzahl der Spiele pro Mannschaft 28 betrug. Der Erstplatzierte der Hauptrunde wurde Meister. Der Letztplatzierte der Hauptrunde stieg in die NLB ab. Für einen Sieg erhielt jede Mannschaft zwei Punkte, bei einem Unentschieden einen Punkt. Bei einer Niederlage erhielt man keine Punkte.

## Hauptrunde
| Pl. | Team                 | Sp. | S  | U | N  | Tore    | Pkt. |
| --- | -------------------- | --- | -- | - | -- | ------- | ---- |
| 1.  | HC La Chaux-de-Fonds | 28  | 19 | 2 | 7  | 153:85  | 40   |
| 2.  | HC Sierre            | 28  | 16 | 3 | 9  | 127:113 | 35   |
| 3.  | EHC Kloten           | 28  | 13 | 1 | 14 | 94:108  | 27   |
| 4.  | HC Servette Genève   | 28  | 10 | 6 | 12 | 115:108 | 26   |
| 5.  | SC Langnau           | 28  | 11 | 4 | 13 | 114:132 | 26   |
| 6.  | HC Ambrì-Piotta      | 28  | 10 | 5 | 13 | 111:116 | 25   |
| 7.  | SC Bern              | 28  | 10 | 4 | 14 | 92:105  | 24   |
| 8.  | HC Lugano            | 28  | 9  | 3 | 16 | 90:129  | 21   |